# Губкінський
Гу́бкінський (рос. Губкинский) — місто у складі Ямало-Ненецького автономного округу Тюменської області, Росія. Адміністративний центр та єдиний населений пункт Губкінського міського округу.

## Географія
Місто розташоване на лівому березі річки Пякупур, за 200 кілометрів від північного полярного кола в північно-східній частині Західно-Сибірської рівнини, у лесотундровій зоні. За 16 км від міста знаходиться залізнична станція Пурпе на лінії Єкатеринбург — Сургут — Новий Уренгой.

## Історія
Засноване 22 квітня 1986 року. Назване на честь радянського геолога Івана Михайловича Губкіна.
1996 року Губкинський отримав статус міста окружного значення.

## Населення
Населення — 27930 осіб (2018, 23335 у 2010, 20407 у 2002).

### Національний склад
За даними Всеросійського перепису населення 2010 року:
| Національність | Чисельність (чол.) | Процентное соотношение |
| -------------- | ------------------ | ---------------------- |
| Росіяни        | 14 186             | 60,79%                 |
| Українці       | 2 808              | 12,03%                 |
| Татари         | 1 645              | 7,05%                  |
| Башкири        | 816                | 3,50%                  |
| Білоруси       | 569                | 2,44%                  |
| Кумики         | 384                | 1,69%                  |
| Молдовани      | 364                | 1,56%                  |
| Азербайджанці  | 241                | 1,03%                  |
| Чуваші         | 208                | 0,89%                  |
| Гагаузи        | 155                | 0,66%                  |
| Даргинці       | 151                | 0,65%                  |
| Інші           | 1 539              | 6,60%                  |
| Не вказали     | 269                | 1,11%                  |
| Всього         | 23 335             | 100,00%                |

## Економіка
Губкинський виник як базовий центр в зв'язку з промисловим освоєнням групи найпівнічніших в Західному Сибіру нафтогазових родовищ, перспективних по запасам вуглеводневої сировини, що відрізняється унікальними властивостями. Основною галуззю промисловості є нафтогазовидобувна. У Губкинском знаходиться найбільш перспективне в системі НК «Роснафта» підприємство — ТОВ «РН-Пурнефтегаз».
Газовидобувна галузь представлена введеним в 1993 році в промислову експлуатацію Комсомольським газовим промислом ТОВ «Газпром видобуток Ноябрськ». Із введенням у 1999 році Губкінського газового родовища ЗАТ «Пургаз» в муніципальному утворенні «Місто Губкінський» газовидобувна галузь отримала подальший розвиток. Переробку і осушення попутного нафтового газу, виробництво газового бензину здійснює філія ВАТ «СібурТюменьГаз» (Губкінський ГПЗ).